# Эрдэнэхайрхан
Эрдэнэхайрхан (монг. Эрдэнэхайрхан) — сомон аймака Завхан в западной части Монголии. Численность населения по данным 2010 года составила 1 034 человек.
Центр сомона — посёлок Алтай, расположенный в 117 километрах от административного центра аймака — города Улиастай и в 1101 километре от столицы страны — Улан-Батора.

## География
Сомон расположен в западной части Монголии. Граничит с соседними сомонами Дурвелжин, Завханмандал, Тудэвтэй, Цэцэн-Уул и Яруу. На территории Эрдэнэхайрхана располагаются горы Тудэвтэй, Тэмээнчулууны хяр, Ундурмандал, Мусун, Харганын хяр, Товхош, Шавартын цахир, Их хайрхан, протекают реки Хунгийн гол, Мусун, Тэмээнчулуун.
Из полезных ископаемых в сомоне встречаются железная руда, химическое и строительное сырьё.

## Климат
Климат резко континентальный. Средняя температура января -20-24 градусов, июля +16-22 градусов. Ежегодная норма осадков составляет 150 мм.

## Фауна
Животный мир Эрдэнэхайрхана представлен лисами, волками, манулами, косулями, аргалями, дикими козами, зайцами, тарбаганами.

## Инфраструктура
В сомоне есть школа, больница.